# آستین اوبراین
آستین اوبرایان (انگلیسی: Austin O'Brien؛ زادهٔ ۱۱ مهٔ ۱۹۸۱) یک هنرپیشه، و عکاس اهل ایالات متحده آمریکا است.
او در فیلم مرد چمن‌زن، گروه پرستاران بچه و مرد چمن‌زن ۲ بازی کرده است.